# Elis Essen-Möller

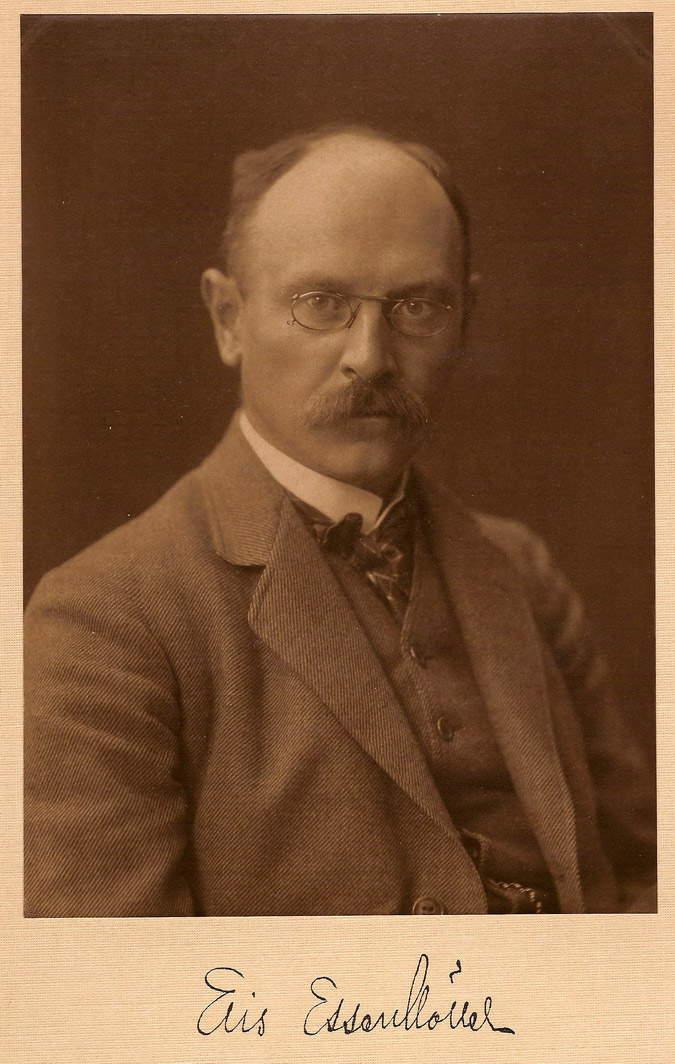
Elis Essen-Möller mit Signatur

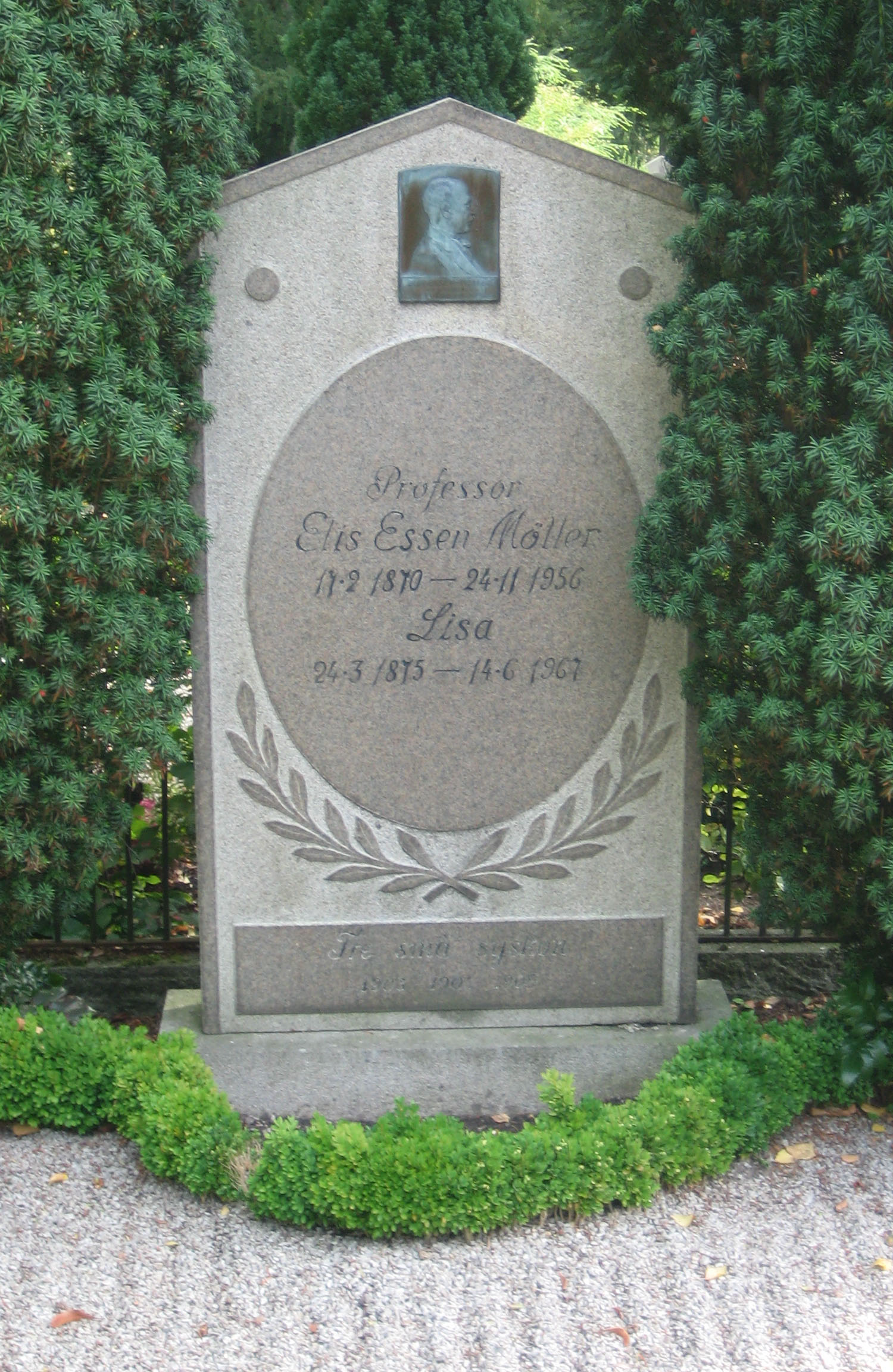
Grabstein Essen-Möllers in Lund

Gustaf Elis Essen-Möller (* 17. Februar 1870 in Jönköping; † 24. November 1956) war ein schwedischer Mediziner und Professor an der Universität Lund.

## Leben
Elis Essen-Möller studierte ab 1888 Medizin an der Universität Göteborg. Kurze Zeit später wechselte er auf die Universität Lund, wo er 1890 die Prüfung zum Filosofi kandidat und 1895 zum Medicin kandidat ablegte. 1898 folgte das Lizenziat und 1890 die Doktorarbeit (Studien über die Ætiologie des Uterusmyoms). Von 1899 bis 1901 lehrte Essen-Möller an der Universität Lund als Dozent für Geburtshilfe und Gynäkologie. Von 1901 bis 1935 war er Professor und Oberarzt an der Abteilung für Geburtshilfe und Gynäkologie am Krankenhaus Lund (heute Universitätskrankenhaus Lund).
Unter den Veröffentlichungen Essen-Möllers finden sich insbesondere Arbeiten über Blasenmole, Eklampsie, Schnittentbindung, die Placenta praevia, aber auch zu Fragen der Sterilisation. Essen-Möller setzte sich für die Gründung eines staatlichen Instituts für Rassenbiologie (1922 gegründet) und ein Gesetz für „eugenische Sterilisierungen“ ein.
Elis Essen-Möller wurde 1902 in die Königliche Physiographische Gesellschaft in Lund aufgenommen. Sein Sohn Erik Essen-Möller (4. Februar 1901 – 1992) wurde Psychiater und veröffentlichte mehrere Abhandlungen zur Psychiatrie und Erbforschung, die auch auf Deutsch erschienen.
Er liegt auf dem Norra kyrkogården in Lund begraben.

## Veröffentlichungen (Auswahl)
- Kejsarsnitt (Hygiea, 1900)
- Studier över orsakerna till variabiliteten i navelsträngens insertion på placenta (1901)
- Om hafvandeskap och förlossning vid organiska hjärtfel (Hygiea, 1901)
- Några ord om axeldragningstången (1903)
- Beitrag zur Kenntnis von der Hämatometra in Nebenhorn (1904)
- När bör ett uterusmyom opereras? (1905)
- Über das Verhalten der Menstruation während des Stillens (1906)
- Några ord om behandlingen af eklampsi (1906)
- Fall af spontan förlossning efter föregående operativ klyfning af cervix uteri (1906)
- Ett fall af s.k. vaginalt kejsarsnitt (1906)
- Ein Fall von Nierendekapsulation bei Eklampsie (1908)
- Bidrag till frågan om eklampsiens behandling (Hygiea, festband 1908)
- Om hafvandeskap efter föregående extrauterin graviditet (1911)
- Des grossesses utérines survenant après une grossesse extra-utérine (1911)
- Studien über die Blasenmole: Nebst philologischen Anm. über die Wörter Myle, Mola und Mondkalb von prof. dr. Es. Tegnér (1912)
- Iakttagelser angående behandlingen af klimakteriska och myomatösa blödningar med radium (1912)
- The treatment of haemorrhage from the placental site (placenta praevia and accidental haemorrhage) in the later months of pregnancy (17th International Congress of Medicine, London 1913)
- Uterusslemhinnans utseende efter radiumbehandling (1915)
- Bidrag till frågan om steriliseringens berättigande ur medicinsk och rashygienisk synpunkt (Allm. svenska läkartidningen, 1915)
- Om livmoderbristningens orsaker och behandling, i anslutning till egna fall (1916)
- Bidrag till frågan om eklampsiens behandling (1917)
- Om det klassiska käjsarsnittets resultat och indikationer (1919)
- Sterilisationsfrågan: några social-medicinska och etiska synpunkter (In: Svenska sällskapets för rashygien skriftserie, 1922)
- Kejsarsnittets ställning i obstetriken (1923)
- Sexagenario qui per triginta annos praeclarum exhibuit exemplum cultoris scientiae ardentissimi praeceptoris egregii medici prudentissimi d.d. collegae amici discipuli (Acta Obstetricia et Gynecologica Scandinavica, 1930)